# Internationella programmet vid Hässleholms tekniska skola
Internationella programmet är ett högskoleförberedande gymnasieprogram vid Hässleholms tekniska skola i Hässleholm. Programmet utgörs numera av två skilda program, Samhällsvetenskap med internationell inriktning, och Naturvetenskap med internationell inriktning. De två programmen antar tillsammans omkring sextiofyra elever inför varje nytt läsår.  

## Arbetsmetoder
Programmen är varianter av det nationellt utformade Samhällsvetenskapsprogrammet samt av Naturvetenskapsprogrammet. Samhällsprogrammet erbjuds endast med samhällsvetenskaplig inriktning, det vill säga att inriktningarna  beteendevetenskap och media inte finns tillgängliga. Dock är den internationella profilen unik, och ska därmed inte förväxlas med engelskspråkiga International Baccalaureate Diploma Programme. Tanken med profilen är att förbättra elevernas förståelse för omvärlden samt att främja ett globalt engagemang hos dem.
Samtliga klasser på de internationella programmen har egna arbetsrum, där varje elev även är tilldelad en egen arbetsplats. En huvudsaklig del av undervisningen genomförs i dessa eller mycket närliggande salar. Alla programmets elever får tillgång till en personlig bärbar dator, vilken är tänkt att underlätta studierna och elevens inlärning.
Varje år sker studieresor till Stockholm med eleverna i årskurs ett. Studiebesöken utgörs då av bland annat Riksdagen, Sveriges television samt diverse museer. Språkresor till Frankrike, Spanien och Tyskland genomförs i årskurs två, beroende på vilket modernt språk eleverna studerar. Eleverna brukar då under cirka en veckas tid bo i värdfamiljer. Under den tredje årskursen genomförs längre fältstudier i utomeuropeiska länder, såsom Kina, Indien, Thailand och Sri Lanka. Dessa studier utgör för många elever grunden till gymnasiearbetet som skrivs samma läsår. 

## Programinnehåll
Under de tre utbildningsåren läser eleverna sammanlagt 2500 gymnasiepoäng. Av dessa tillhör 1150 poäng kurser som är obligatoriska på samtliga högskoleförberedande program i Sverige. Följande kurser är dock knutna till de två programmen specifikt:

### Samhällsvetenskapsprogrammet[2]
- Filosofi 1
- Psykologi 1
- Historia 2a
- Geografi 1
- Samhällskunskap 2 och 3
- Religionskunskap 2
- Internationella relationer
- Naturkunskap 2
- Moderna Språk

### Naturvetenskapsprogrammet[2]
- Biologi 1 och 2
- Kemi 1 och 2
- Fysik 1 och 2
- Matematik 4
- Moderna Språk

## Sociala medier
Det går att följa internationella programmet via Facebook.